# Meridiano 138 oeste
El meridiano 138 oeste de Greenwich es una línea de longitud que se extiende desde el Polo Norte atravesando el océano Ártico, América del Norte, el océano Pacífico, el océano Antártico y la Antártida hasta el Polo Sur.
El meridiano 138 oeste forma un gran círculo con el meridiano 42 este.
Comenzando en el Polo Norte y dirigiéndose hacia el Polo Sur, el meridiano 138 oeste pasa a través de:
| Coordenadas                        | País, territorio o mar | Notas                    |
| ---------------------------------- | ---------------------- | ------------------------ |
| 90°0′N 138°0′O / 90.000, -138.000  | Océano Ártico          |                          |
| 74°6′N 138°0′O / 74.100, -138.000  | Mar de Beaufort        |                          |
| 69°7′N 138°0′O / 69.117, -138.000  | Canadá                 | Yukón Columbia Británica |
| 59°27′N 138°0′O / 59.450, -138.000 | Estados Unidos         | Alaska                   |
| 58°55′N 138°0′O / 58.917, -138.000 | Océano Pacífico        |                          |
| 60°0′S 138°0′O / -60.000, -138.000 | Océano Antártico       |                          |
| 75°6′S 138°0′O / -75.100, -138.000 | Antártida              | Territorio no reclamado  |